# Arte digital

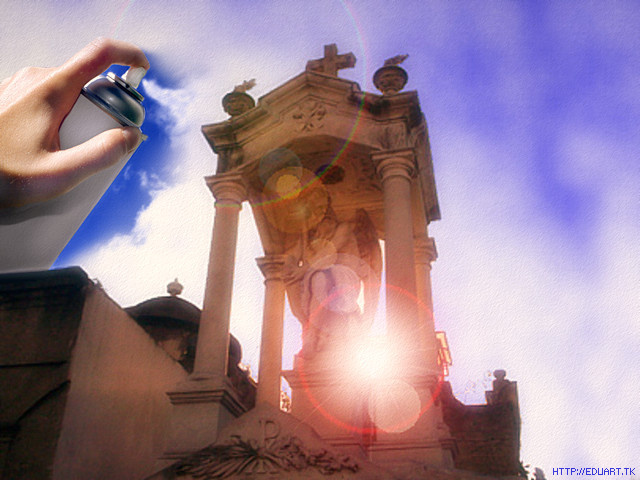
Escenas realizadas utilizando técnicas digitales.

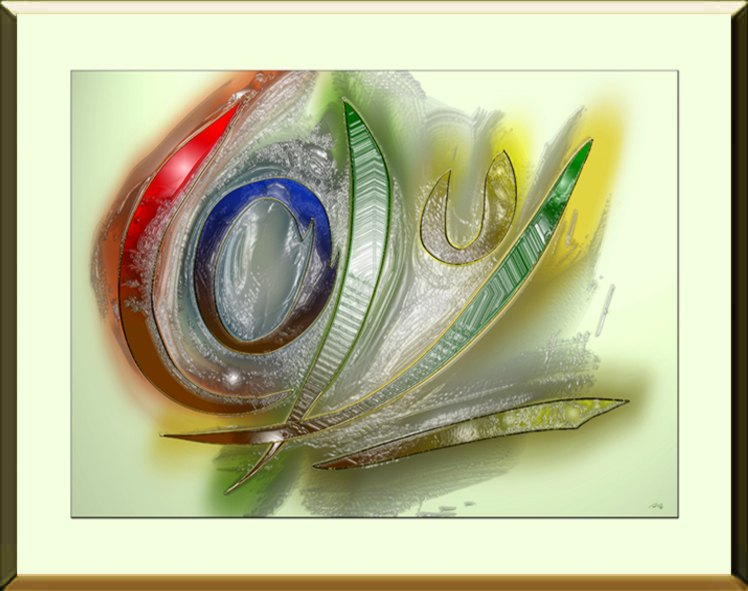
Colores, luces y sombras.

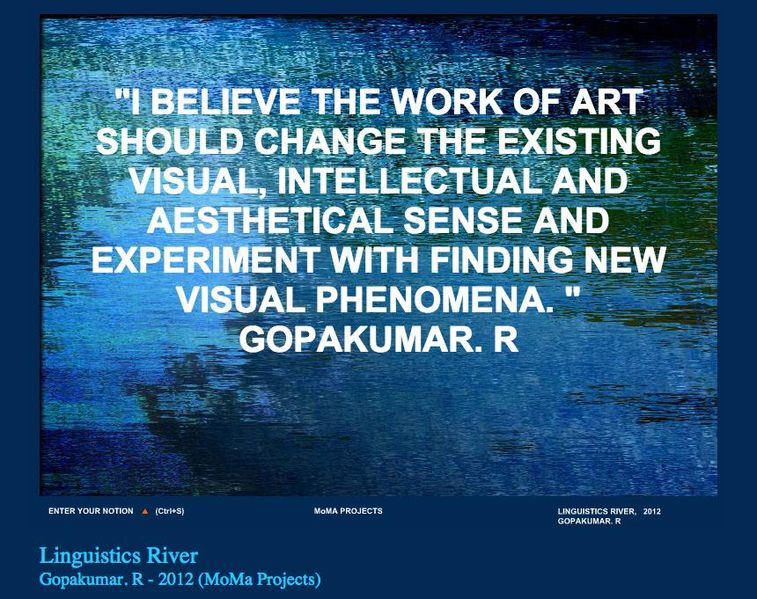
Linguistics River, 2012 MoMa educational net art project

El arte digital es una disciplina creativa cuya principal característica es que se manifiesta mediante el uso de tecnologías digitales . Ya sea en el proceso de producción, en su exhibición o en ambos. 
Emerge junto a la incorporación de computadoras en la industria visual hacia las últimas décadas del siglo XX. Gracias al constante aumento en su capacidad para generar, reproducir y difundir imágenes. Su uso se ha extendido tanto en el cine, como en la televisión, la publicidad y, posteriormente, en la industria de los videojuegos. Disciplinas artísticas como el diseño gráfico, la arquitectura y la cinematografía utilizan cada vez más las computadoras para producir su obra; por otro lado, los soportes digitales como el CD-Rom, el DVD y el mismo Internet, permiten la difusión de obra de artistas de todos los estilos y épocas. Además, la informática y los nuevos medios de producción, tratamiento y distribución digitales, también constituyen un campo fértil para el desarrollo de la expresión artística.

## Inteligencias artificiales
La inteligencia artificial (IA) se refiere a sistemas o máquinas que imitan la inteligencia humana para realizar tareas y pueden mejorar iterativamente a partir de la información que recopilan algoritmos son la base del desarrollo de la inteligencia artificial. A su vez, Alan Turing expuso la idea de que existía la posibilidad de simular la mente humana mediante un computador digital. Actualmente, la tecnología de IA mejora el rendimiento y la productividad de un producto mediante la automatización de procesos o tareas que antes requerían esfuerzo humano. 
Como campo de producción cultural inscrito en las condiciones de su tiempo, las prácticas artísticas contemporáneas participan del actual contexto científico-técnico caracterizado por los sistemas técnicos artificiales que operan de manera autónoma. La incorporación de estos sistemas a los procesos creativos es un hecho aún muy reciente si consideramos que una de las primeras aplicaciones del machine learning, el DeepDreaming, que data del 2015. Nos encontramos, pues, ante un campo de reflexión - acción incipiente, que nos confronta con muchas preguntas para las que todavía existen pocas respuestas. 
Así pues, la incorporación de la IA a las prácticas artísticas contemporáneas está dando lugar a una transformación de la naturaleza del proceso creativo. La intermediación de la IA en el arte es esencialmente diferente, pues estos dispositivos no se entienden solo como herramientas o utillaje si no, como colaboradores creativos.
El primer cuadro creado mediante inteligencia artificial es el denominado “Retrato de Edmond Belamy”, el cual fue subastado y vendido por $432.500 USD en New York en 2016.
La obra es fruto de una idea concebida por un ingeniero, un empresario y un artista, que conforman el colectivo francés Obvious, el cual llevó a cabo este proyecto. El programa utilizado se inspira en un tipo de algoritmo denominado red generativa adversativa (Generative Adversarial Network, GAN) y creado por Goodfellow. 
El retrato no es el único creado, también se generó un árbol genealógico de la ficticia familia Belamy, todos ellos a partir de la recopilación de datos de distintas obras y corrientes artísticas, que son procesadas por la IA para después realizar la impresión del producto final. 
Esta colección cuenta con 11 relatos de la serie "La Familie de Belamy” Obvious alimentó un algoritmo de dos partes con 15,000 imágenes de retratos pintados entre los siglos XIV y XX. Después de revisar estas presentaciones, la primera obra del algoritmo empezó a generar sus primeros retratos, tratando de crear trabajos originales que pudieran pasar como hechos por un hombre.

#### Funcionamiento del algoritmo detrás de texto a imagen.
En 2015 un desarrollo fundamental en la investigación de IA se logró, se trataba de la generación automática de subtítulos en las imágenes. El “machine learning” era capaz de interpretar objetos en una imagen y ponerles una etiqueta y aprendieron a poner estas etiquetas en descripciones que sonaban naturales, lo que causó que un grupo de investigadores se preguntara qué pasaría si se volteara el proceso. 
En 2016 se publicó un artículo en el que se lograba el convertir texto en imágenes, el resultado era una imagen de 32 x 32 pixeles, con imágenes abstractas que realmente no asemejaban nada, sin embargo, este artículo, logró algo nuevo a partir de texto, creó imágenes que no existían y demostró lo que podía ser posible en el futuro. 
Sin embargo existe otro antecedente a las imágenes creadas por IA, sin embargo como funcionaban estas IA es que tenía que ser curada a mano por alguna persona, así se creaban modelos específicos para lo que se quería crear, se requería que se recompilara un conjunto de datos específico para entrenar un modelo que imitara esa información, entonces si se quería generar un paisaje se creaba un modelo con muchas imágenes de paisajes, si se querían retratos se creaba un modelo con retratos, pero si el modelo de retratos quería generar un paisaje no podía. Sin embargo, para generar una imagen a partir de cualquier conjunto de palabras necesita una diferente aproximación, una nueva y más grande, se volvieron tan grandes que se volvieron imposibles de crear en una sola computadora pero que cuando es creado realmente contiene todo. 
Para que un generador de imágenes sea capaz de responder a tantas sugerencias, necesita una gran cantidad de información, cientos de millones de imágenes conseguidas del internet además de su descripción de texto. Este texto proviene de cosas como las descripciones alt que los publicadores en páginas web suben con sus imágenes para accesibilidad y sistemas de búsqueda.
Al empezar a entrenar la máquina, lo primero que hace es adivinar qué es lo que está viendo, este proceso se repite cientos y cientos de veces y cada iteración la máquina va aprendiendo a distinguir y relacionar lo que está viendo con texto. Para entender que cierto conjunto de pixeles representa un objeto busca métricas que le ayuden a separar estas imágenes en un espacio matemático. Pero al tener tantas cosas que analizar necesita muchas variables y necesita que estas sean las óptimas para identifica objetos. Así cada iteración del ciclo busca por mejores variables que le ayude a mejorar el rendimiento en la tarea y el proceso. En promedio un modelo termina con más de 500 dimensiones, cada dimensión representa variables que para los humanos no tendrían algún significado, pero el resultado es que el espacio matemático tiene clústeres significativos que representa algo, regiones que capturan ideas y cosas. Así cada punto en el espacio puede representar una imagen, y el texto es lo que nos lleva a ese texto.  
Por último, estos modelos para convertir ese punto en el espacio en una imagen necesitan pasar por un proceso generativo llamado difusión. Empieza puramente con ruido y después de una serie de iteraciones, organiza los pixeles en una composición que tenga sentido a los humanos. Porque este proceso involucra cierta aleatoriedad, nunca va a generar el mismo resultado de una imagen, aunque sea el mismo texto. Y si ese mismo texto se introduce en un diferente modelo también se obtendrá un resultado diferente.

#### Generadores con IA
Entre las IAs más famosas se encuentra Dall-e, lanzado en enero de 2021, que mediante su entrada de texto el usuario puede describir el tipo de imagen que quiere; es capaz de generar ilustraciones e incluso productos, además de que es capaz de manera calidad hiperrealista, además posee herramientas como el pincel para poder dar detalles y realizar retoques. Es capaz de abstraer conceptos de objetos, estilos y seres para poder replicarlos; es decir que no copia o edita imágenes de otras fuentes, sino que están generadas a partir del entendimiento de esta inteligencia.
También se encuentra Stable Diffusion, lanzada el 22 de agosto de 2022, es un generador similar a DALLE-2 puesto que también necesita un texto de entrada para generar la imagen, pero a diferencia de la anterior esta es de código abierto y es completamente gratuito; esta más enfocado a generar imágenes artísticas, pero también es capaz de generar imágenes fotorrealistas. Por otro lado, se encuentra Midjourney, una herramienta creada por un laboratorio del mismo nombre, que igualmente es capaz de crear imágenes a partir de indicaciones textuales; la revista The Economist llegó incluso a utilizar una imagen generada por esta para su edición de julio del 2022.[cita requerida]
Otro ejemplo de esta misma familia es Art Breeder, creado por Joel Simon y lanzado en 2018. Art Breeder es un sitio web colaborativo donde los usuarios tienen total libertad de compartir y editar retratos, paisajes y pinturas con pura inteligencia artificial modificando ciertos parámetros para crear nuevas obras completamente diferentes, repletas de elementos naturales, futurísticos o surreales dependiendo del resultado que se quiera lograr.
Pero no solo las IA pueden otorgar arte de manera visual, sino también auditiva. Un ejemplo es FakeYou, un sitio web dedicado a la generación de clips de audio con voces de personajes de todo tipo, ya sean de ficción o personas reales donde el usuario solo debe escoger en la biblioteca de personajes la voz que desee usar, escribir el texto a decir y esperar por el audio. Los resultados obtenidos con FakeYou han suscitado un debate sobre el mal uso que se le puede dar a esta página como generar noticias falsas con voces de algún político importante o hacer que una persona diga algo que en realidad nunca pasó (deepfake).[cita requerida]

## Definiendo el arte digital
El arte digital es una forma de expresión relativamente nueva y en gestación. La novedad del medio conduce a un transcendentalismo de piezas digitales sin una revisión adecuada de su calidad, creando un corpus de obras que probablemente no superen la prueba del tiempo: la novedad del medio se convierte en categoría estética, y los críticos de arte y escritores de la cultura digital, así como las empresas que publicitan novísimas tecnologías contribuyen a ello.
Siendo que el arte digital incorpora la tecnología informática y digital, se da la tentación de distinguir el arte tradicional del digital señalando que este es tecnológico, y el resto no. La tecnología consiste básicamente en un instrumento o procedimiento que posibilita una creación, y en ese sentido no existe diferencia entre un pincel y una paleta gráfica, pero es común encontrar clasificaciones de arte digital basadas en el soporte usado: net.art, arte en CD-ROM, videoarte, instalaciones interactivas y sus híbridos.
Según Claudia Giannetti, especialista en arte y tecnología, el término media art engloba las diferentes acepciones (incluyendo la de “arte digital”), siendo una práctica en el contexto de la creación artística contemporánea que emplea las tecnologías electrónicas y /o digitales (audiovisuales, computerizadas, telemáticas).
El escritor y docente argentino Diego Levis opina a este respecto que «las herramientas por sí mismas no representan un estímulo para la creatividad personal, pues la capacidad artística depende de factores más profundos que la mera disposición de medios tecnológicos».
Para Levis, el Arte Digital se inserta en un proceso progresivo de desmaterialización de la obra artística que se retrotrae a la incorporación de la fotografía al ámbito de las artes, a finales del siglo XIX. La fotografía separó el momento de la captación o construcción de la imagen del proceso de manipulación o transformación de los elementos materiales de la obra, proceso acentuado posteriormente con la aparición del cine, que incorporaba una nueva dimensión espacio-temporal intangible, que ya no se encuentra en el soporte material (la película impresionada) sino en el momento de la proyección. La televisión pudo posteriormente prescindir incluso de este soporte material y el proceso culminó, provisionalmente, en las técnicas de simulación y representación digital. No obstante, la creación de imágenes de síntesis sigue el proceso creativo de cualquier arte plástica, al crear imágenes a partir de modelos que surgen de la imaginación de sus creadores.
Una imagen digital es el resultado visual de un proceso en el que la función de la luz en los soportes químicos de la fotografía o magnéticos del vídeo ha sido sustituido por el cálculo matemático efectuado por una computadora. Desde finales de la década de 1950 las computadoras pudieron tratar sonidos e imágenes. Pese a su inicial limitación de capacidad, el potencial de la nueva tecnología atrajo a numerosos artistas, y actualmente las computadoras están presentes en distintas fases del proceso de creación y reproducción de obras en muchas disciplinas artísticas.
La primera exposición de gráficos generados por una máquina electrónica tuvo lugar en 1953 en el Sanford Museum de Cherokee, Iowa (EUA). Desde ese momento, cuando todavía el expresionismo abstracto y el informalismo eran las corrientes estilísticas hegemónicas en el panorama artístico occidental, la realización de gráficos con la ayuda de máquinas empezó a multiplicarse hasta llegar a ser vertiginoso y alcanzar su éxito. Fue a finales de los sesenta y principios de los setenta, cuando esta práctica se extendió a numerosos países. La revolución tecnológica del último siglo ha propiciado un arte digital hecho mediante la innovación de programas informáticos, y también el surgimiento de un gran abanico de cámaras digitales.

## Fotografía e imagen digital

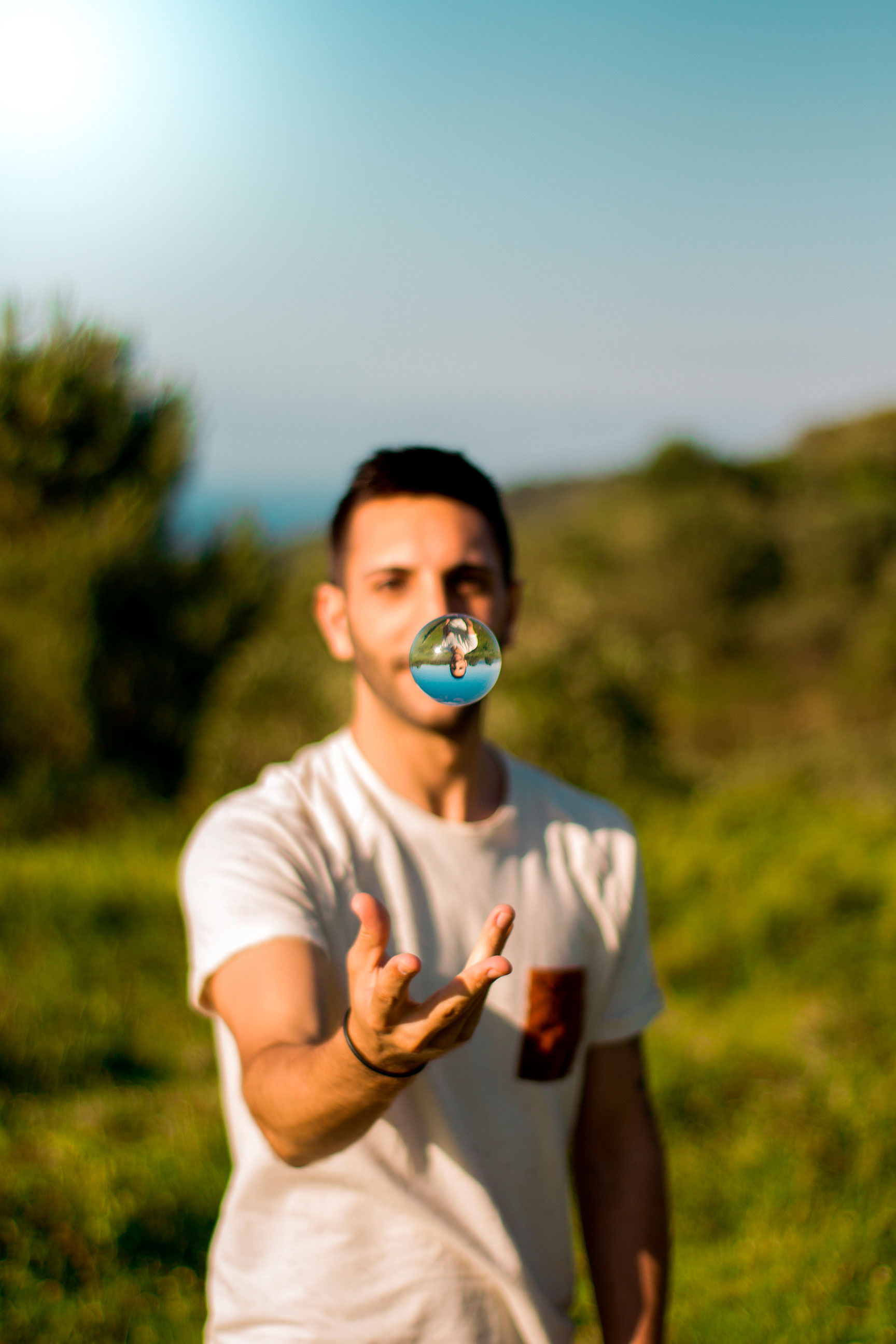
Fotografía digital

Desde finales del siglo XX las tecnologías de la imagen han conocido una transformación tan radical como los cambios que se dieron tras los debates fotográficos de finales de la década de 1920 y principios de la de 1930, o por el pop entre las décadas de 1950 y 1960. De ser entendida como un mensaje sin código, una plasmación directa de la realidad, a contemplarla como algo atravesado por complicados códigos de diversos tipos, matizando su presunta referencialidad y revisando sus posibles aplicaciones en arte. Con la manipulación digital, sea de imágenes tomadas con una cámara digital o por la digitalización de imágenes o negativos fotográficos escaneados, se ajustan las proporciones, se corrige la perspectiva y se cambia el color, sintetizando imágenes novedosas. El montaje, que antes se evidenciaba, se vuelve oculto, intrínseco a la imagen misma.
Las técnicas del arte digital aplicadas en la edición electrónica han tenido un impacto enorme en el mundo editorial, a pesar de estar más relacionadas con el diseño gráfico. Es posible que la aceptación general del valor del arte digital se desarrolle de manera muy similar a la aceptación de la música electrónica producida desde las últimas tres décadas del siglo XX.
Las imágenes en el arte digital pueden ser generadas directamente por ordenador (como las imágenes de arte fractal y el arte algorítmico) o bien tomadas de otras fuentes, como una fotografía escaneada o una imagen dibujada con un software de gráficos vectoriales usando un ratón o tableta gráfica.  Aunque técnicamente el término arte digital puede ser aplicado al arte hecho mediante el uso de otros medios o procesos y posteriormente escaneado, suele reservarse para el arte que no ha sido simplemente modificado por un proceso de computación (como un programa de ordenador, microcontrolador o cualquier sistema electrónico capaz de interpretar una imagen digitalizada); los datos de texto, las grabaciones originales de audio y video digitalizados no suelen considerarse arte digital en sí mismos, aunque pueden ser parte de un proyecto más grande de arte digital.  Se habla de pintura digital cuando la obra se crea imitando las formas, técnicas y estilos de la pintura tradicional, pero utilizando el software de una plataforma informática.  La imagen obtenida puede ser vista desde la pantalla de cualquier ordenador, o bien impresa en distintos soportes, como papeles o lienzo.
Existen distintos paradigmas en la creación de imágenes por ordenador. El más simple es el de los gráficos 2D por ordenador, que imitan cómo se puede dibujar con un lápiz y un trozo de papel; la imagen está en la pantalla del ordenador y el instrumento con el que se podría dibujar sería una tableta gráfica o un ratón. Lo que se genera en la pantalla puede parecer que ha sido dibujado con un lápiz, pluma o pincel. Un segundo tipo son los gráficos 3D por computadora; la pantalla se convierte en una ventana a un entorno virtual, donde se colocan los objetos que posteriormente serán fotografiados por la computadora. Normalmente, un equipo de gráficos 2D utiliza gráficos rasterizados como su principal medio de representación de los datos de origen, mientras que los gráficos 3D usan gráficos vectoriales en la creación de instalaciones de una realidad virtual inmersiva. Un tercer posible paradigma es generar arte en 2D o 3D completamente a través de la ejecución de algoritmos codificados en los programas de ordenador, lo que se podría considerar una forma de arte nativa de las computadoras, no puede producirse sin el equipo. El arte fractal, el datamoshing, el arte algorítmico y la pintura dinámica son algunos ejemplos. 

## Pintura digital
Principalmente se refiere al proceso de crear pinturas en software de computadora a través de computadoras o tabletas gráficas mediante simulación de píxeles, brochas digitales en el software digital (ve el software de pintura digital) que puede imitar la pintura tradicional y sus herramientas, tales como el óleo, el acrílico, carboncillo, pasteles y el aerosol. Los usuarios de estos softwares también pueden personalizar el tamaño de píxeles para lograr un efecto visual único (personalizando brochas).
No existe motivo por el cual desmeritar el uso de estas, por ejemplo una de las casas animadoras de Japón bastante conocida por su trabajo MAPPA, empiezan con un dibujo del personaje  y después lo pasan a una animación 3d para poder visualizar como sería ante movimientos etc. MAPPA conocida por sus animaciones excepcionales pasan largas horas animando estas escenas de manera digital. Otro ejemplo  de la animación ligada a la pintura es el anime Blue Period, demostró que no solo cuidando la animación de su obra, si no demostrando diferentes  texturas a través de una pantalla. 

### Dispositivos

#### Computadora
Para dibujar en computadora no es necesario tener un dispositivo de gama alta, dado que aunque lo recomendable es tener 8GB de Memoria ram se puede hacer pintura digital con 4GB de memoria. Se puede elegir cualquier sistema operativo, ya que la mayoría de los softwares tiene una versión comaptible con cada uno de ellos. 

#### Tableta
Estos dispositvos se dividen en tres tipos de tabletas diferentes:
- Tableta PC: Dentro de la comunidad de artistas digitales las tabletas más demandadas son el iPad de Apple con el Apple Pencil y el S pen para tabletas Galaxy. Al utilizar esta herramienta es mucho más fácil dibujar debido a que lo único que se necesita para pintar es un lápiz óptico y la aplicación de dibujos, en comparación con otros dispositivos, la tableta te permite seguir el trazo directamente en la pantalla, por lo que imita en gran medida la técnica de dibujar de manera tradicional.
- Tableta digitalizadora: Son aquellas que no cuentan con una pantalla integrada y que se conectan a la computadora, siendo la opción más económica este tipo de tableta permite que el artista tenga una visión total de la imagen, ya que, la mano no cubre la pantalla como las tabletas PC o las tabletas gráficas con pantalla. Sin embargo, para utilizar una tableta digitalizadora el artista debe contar con una buena coordinación mano-ojo, lo anterior porque mientras dibuja tendrá que ir viendo únicamente el monitor.
- Tableta digitalizadora con pantalla: Estas tabletas tienen incorporadas un monitor que es útil con un lápiz óptico, lo que hace posible que el artista pueda navegar en su PC usando el lápiz. En comparación con una tableta digitalizadora, una tableta con pantalla tiene un precio bastante elevado.

#### Celular
Una de las opciones más accesibles para los artistas es el teléfono inteligente, que cuenta con gran variedad de aplicaciones. Se puede crear una obra directamente con el dedo, aunque también se puede emplear un lápiz óptico.

## Escultura digital
Hasta hace poco el espacio virtual estaba separado del real por el monitor de una computadora. Los escultores digitales utilizan el espacio virtual como lugar de creación, utilizando software de modelado en 3D, expandiendo las nociones tradicionales de la escultura y a través de los nuevos contextos de exposición y distribución de las obras en línea. La exposición What we call sculpture («Lo que llamamos escultura») da cuenta de este tipo de propuestas, desarrollándose en la galería virtual de CERMÂ exhibiendo obras digitales en las que su volumen puede ser percibido con el movimiento del ratón en el espacio.
Algunos artistas trasladan sus obras al espacio físico mediante máquinas de prototipado rápido (PR), control numérico por computadora (CNC en sus siglas inglesas), sistemas de sinterización láser, impresoras de chorro de tinta que pulverizan adhesivo u otras habituales en los laboratorios de diseño industrial o ingeniería, una especie de impresoras en tres dimensiones que traducen los objetos virtuales que el escultor digital crea al mundo físico en distintos materiales, como plásticos policarbonados, resinas plásticas y metales.
Tanto los equipos de prototipado como el software de modelado y los ordenadores que han sufrido un proceso de abaratamiento; existen aplicaciones gratuitas de modelado, como Wings 3D y el software libre Blender. Las instituciones educativas y los estudiantes pueden disponer por poco precio de software de gráficos 3D potentes, como Maya y 3D Studio Max. Las máquinas de escultura digital están cada vez más presentes en empresas de diseño, agencias de servicios y estudios de escultura; máquinas de PR se usan en clínicas dentales para realizar prótesis personalizadas y muchos despachos de arquitectura cuentan con instalaciones propias para la proyección de modelos. También los conservadores de arte utilizan PR para realizar facsímiles de esculturas. Entre las instituciones con instalaciones de escultura digital dedicadas al arte están la Partnership for Research in Spatial Modeling (PRISM), el Laboratorio de la Escuela de Arte de la Universidad Estatal de Arizona, el Manchester Institute for Research and Innovation in Art and Design (MIRIAD), la Escuela Nacional Superior de Bellas Artes de París y el Departamento de Bellas Artes del Instituto de Tecnología de Nueva York.
Cabe mencionar que algunos artistas como Joaquín Cervera y Elizabeth utilizan las tecnologías de escultura digital solo para la fabricación de la obra, creando las maquetas de estas con métodos tradicionales, como el ensamblaje o el modelado manual, que luego se escanean en tres dimensiones, debido a la reducción de los costes que producen dichas técnicas en esculturas de grandes dimensiones.

## Interactividad

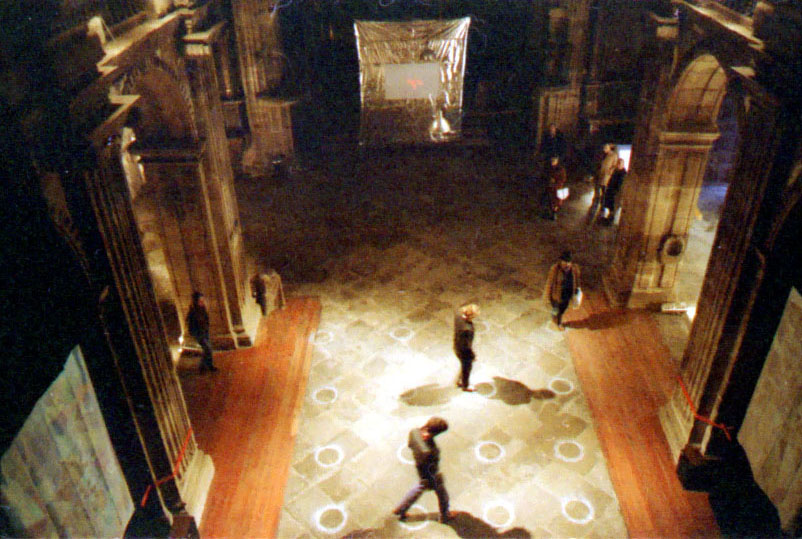
Cámara de Música, espacio sonoro y visual interactivo, de Jean-Robert Sedano y Solveig de Ory, Collegiata San Juan Bautista, Gijón (España).

El arte interactivo es, según Claudia Giannetti, la corriente de la creación artística contemporánea que utiliza en la obra tecnologías electrónicas y/o digitales (audiovisuales, computerizadas, telemáticas) interactivas, es decir, basadas en interfaces técnicas, que permiten establecer relaciones dialógicas entre el público y la obra. “Algunas tendencias artísticas han establecido vínculos entre obra y espectador de las más diversas maneras, buscando, así, acentuar el carácter compartido de la creación. La estructura abierta del sistema interactivo, el dinamismo, la relación espaciotemporal y la acción constituyen los focos esenciales de estos sistemas complejos y pluridimensionales, en los que el público desempeña un papel fundamental”, según Giannetti.
Puede distinguirse entre las obras digitales concebidas para ser reproducidas en soportes materiales convencionales (impresión en distintos soportes, reproducción de volúmenes creados por ordenador) y las que son difundidas por medios electrónicos, entre las que se pueden diferenciar a su vez las obras de estructura cerrada y las interactivas, que reclaman la participación activa de los espectadores.
La obra de arte interactiva es una fuente de acciones potenciales, un universo de posibilidades abierto a la intervención del observador. De la materia y la forma de la obra artística tradicional se pasa al proyecto y al trayecto que discurren en una estructura espacio temporal, entroncando en cierto modo con formas del arte escénico. Estas formas de expresión permiten revelar la relación cambiante que establecemos con el espacio y el tiempo. Es un concepto de obra polisémica que entronca con el concepto de obra abierta descrito por el semiólogo italiano Umberto Eco, en el que la obra de arte se presenta parcialmente terminada, y cada individuo la completa con sus propias aportaciones. Unas de las primeras manifestaciones en este sentido fueron los conceptos de hipertexto e hipermedia.
El arte interactivo va ligado al arte digital, pero no son dependientes el uno del otro. Hay formas de arte interactivo que van desde la danza interactiva, música, e incluso el drama. Las nuevas tecnologías, principalmente sistemas de computación y tecnología informática, han permitido una nueva clase de arte interactivo. Ejemplos de arte interactivo son las instalaciones artísticas, los sistemas de Realidad Virtual, los sistemas telemáticos, las obras de inteligencia artificial o de vida artificial, y la arquitectura interactiva: una de las ventajas de la interactividad con medios digitales es que permite una interfaz ‘ergológica’ de comunicación con la obra. Es posible, por ejemplo, interactuar con un vídeo mediante el movimiento del cuerpo, captado por sensores y aplicarlo a una pantalla que se visiona en el tiempo real.
Para Diego Levis, los videojuegos son un caso paradigmático de interactividad informática, que en muchos casos alcanza altos niveles de creatividad audiovisual emparentadas con formas de expresión artística formalmente aceptadas y que «preanuncian la creación de un nuevo lenguaje cinético en el que se conjugan todas las posibilidades expresivas que ofrecen las técnicas de representación digital: riqueza visual y sonora, interactividad, y capacidad narrativa.»

## Net art
Desde que en 1995 el artista esloveno Vuk Ćosić inventara el término a partir de un mensaje ilegible que recibió en su correo electrónico, el net.art hace referencia a las obras creadas para internet y que tienen a la red como tema, explotando y explorando la especificidad del medio, su potencial de crear contenidos a partir de estructuras complejas que enlazan imágenes, textos y sonidos y su capacidad de comunicación e interacción con el usuario.

“Las características de este tipo de obras son, entre otras, estar accesible (en línea) mediante Internet, ser una obra realizada y pensada para el medio telemático y disponer de recursos interactivos o hipertextuales".

El net.art, debido al medio de difusión del mismo, es una muestra de otra característica del arte digital, la democratización del arte, algo que ya recogían los miembros del movimiento artístico Fluxus en las décadas de 1960 y 1970, cuando Joseph Beuys hizo famoso el dicho de que «todos somos artistas» o Wolf Vostell con el dicho «arte es vida, vida es arte» en 1961. Más allá de la experimentación tecnológica vinculada a las matemáticas y la ingeniería, los pioneros del arte en la red, como por ejemplo Jodi, se basaban en la actitud anarquista frente a las tecnologías del colectivo Fluxus.

## Arte post-Internet
El arte post-Internet es un movimiento artístico contemporáneo surgido a partir del net art que se basa en Internet o en los efectos que este tiene en la estética, la cultura y la sociedad. El movimiento ha sido la punta de lanza de microgéneros y subculturas tales como el seapunk y el vaporwave.
El término post-Internet está vagamente definido, aunque fue acuñado por la artista y curadora Marisa Olson en un intento de describir su práctica. Ha suscitado controversia en el mundo del arte; por ejemplo, Brian Droitcour, de Art in America opinó en 2014 que el término no consigue describir la forma del arte, sino que «solo alude a una difusa condición contemporánea y a la idea de arte creado en el contexto de la tecnología digital».

## Software Art
El Software Art es una tendencia artística donde la creación de software ayuda a la abstracción y conceptualización de ideas. Dicho software juega un papel importante; por lo general es creado por artistas que fueron concebidas como obras artísticas. A menudo se basa en el Internet para difundir y debatir críticamente las obras.

## Arte generativo
El arte generativo es una metodología de arte digital que ofrece la posibilidad de generar la obra íntegramente por medios informáticos a partir de unos parámetros variables establecidos por el artista. El componente digital, generalmente un ordenador, efectúa cálculos para crear por ejemplo una imagen o un sonido combinando los parámetros programados por el autor con un componente de aleatoriedad. Es utilizada, por ejemplo, en música electrónica, arte fractal y la literatura cut-up.

## Arte Cyborg
El arte cyborg en el ámbito del arte digital engloba a artistas que han modificado su cuerpo con sentidos ciberneticos exploran la convergencia entre el ser humano y la tecnología a través de sus obras. Estos artistas han utilizado en algunos casos el arte digital con sus nuevos sentidos como expresión artística. Neil Harbisson en su obra de retratos sonoros experimenta por medio del vídeo y sonidos que puede sentir con la antena implantada en su cabeza retratos sonoros de distintos famosos como Robert De Niro o el vocalista de U2 Bono. Las herramientas digitales generativas por medio de códigos de programación, son usadas por el artista cyborg de origen chileno Esteban Celis, quien utiliza dichas herramientas en el vídeo arte para mostrar las conexiones de la tecnología y naturaleza. El artista australiano Stelarc, conocido por sus performances que integran prótesis robóticas y realidad aumentada colocando en la palestra temáticas transhumanistas. 

## Aclaraciones
Tras el surgimiento de esta nueva disciplina artística se pueden plantear dudas e interferencias con otras disciplinas artísticas que hacen un uso intensivo de tecnologías digitales. El caso más claro es el caso de la música, que desde hace décadas depende tanto para su composición como para su difusión y proyección de medios digitales, sobre todo en la música puramente electrónica.
El arte digital es un concepto bastante debatido en los círculos artísticos, y rechazado con frecuencia por algunos puristas, que lo catalogan más como una habilidad técnica que una manifestación artística.[cita requerida]
La creación artística por medios informáticos desencadena toda una serie de nuevas cuestiones, entre ellos la relación del cuerpo (específicamente los sentidos) del artista, y su medio de creación. Ejemplo de lo anterior es la consideración del papel jugado por el sentido del tacto, durante el proceso de creación artística digital. Aquellas expresiones plásticas en las que se sustituyen el tradicional lienzo por el monitor, y los pinceles por el ratón implican una relación distinta entre artista, medios, técnica y obra.

## Premiaciones del Arte Digital
- The Game Awards: Premian la excelencia en la industria de los videojuegos. Su primera entrega fue el 5 de diciembre de 2014 y son de las premiaciones más reconocidas a nivel mundial en su industria. Otorgados por Geoff Keighley en Estados Unidos.
- Premios Annie: Premios en el campo de la animación. Su primera entrega fue en noviembre de 1972. Otorgados por ASIFA-Hollywood en Estados Unidos.
- Prix Ars Electronica: Abarcan el campo de la cultura digital, la animación por computadora, y el arte interactivo. Su primera entrega fue en 1987. Otorgados por la Asociación Ars Electrónica en Austria.
- Premios Lumen: Premian el arte creado con tecnología. Su primera entrega fue en 2012. Otorgados por Lumen Art Projects en Reino Unido.
- Japan Game Awards: Antes conocidos como los CESA Awards. Premian la excelencia en la industria de los videojuegos en Japón. Su primera entrega fue en 1996. Otorgados por Ministerio japonés de Economía, Comercio e Industria en Japón.
- Emerging Digital Artist Awards: Premian el arte y artistas que utilizan la tecnología para la creación de sus obras. Su primera entrega fue en 2015. Otorgados por EQ Bank y Trinity Square Video en Canadá.
- Animago Award: Premian animación creada con medios digitales. Otorgados por City of Munich Department of Arts and Culture en Alemania.
- D.I.C.E. Awards: Premian cualquier forma de entretenimiento digital interactivo, en especial videojuegos. Su primera entrega fue en 1996. Otorgados por Academy of Interactive Arts & Sciences en Estados Unidos.